# کاندیریا (ریو گرانده دو سول)
کاندیریا (به پرتغالی: Candelária) یک شهرداری در برزیل است که در ریو گرانده جنوبی واقع شده‌است. کاندیریا ۹۴۳٫۷۳۱ کیلومتر مربع مساحت و ۳۱٬۴۲۱ نفر جمعیت دارد و ۵۷ متر بالاتر از سطح دریا واقع شده‌است.